# Alfred Bester
Alfred Bester (* 18. Dezember 1913 in Manhattan, New York; † 30. September 1987 in Doylestown, Pennsylvania) war ein US-amerikanischer Science-Fiction-Autor. 1953 gewann er für seinen Roman The Demolished Man den ersten Hugo Award.

## Leben
Bester wuchs als Sohn jüdischer, aber nur wenig religiöser Eltern auf. 1926 hatte er erstmals Kontakt zur Science-Fiction, als er an Zeitungsständen Ausgaben von Hugo Gernsbacks Amazing Stories las. Sein Leseinteresse an der SF blieb bestehen, von den Geschichten der folgenden Pulp-Ära allerdings zeigte er sich eher gelangweilt.
Alfred Bester studierte an der University of Pennsylvania Naturwissenschaften und Kunstgeschichte. 1935 schloss er mit einem Bachelor of Arts ab, 1936 heiratete er. Der Übergang ins Berufsleben allerdings misslang ihm aus persönlicher Orientierungslosigkeit, er studierte erneut, mehrere Jahre Jura an der Columbia University und begann dann mit dem Verfassen von SF-Texten. Seine erste Story reichte er als Beitrag eines Kurzgeschichtenwettbewerbs bei Thrilling Wonder Stories ein, nach einer Überarbeitung durch die Herausgeber Mort Weisinger und Jack Schiff wurde sie dort angenommen und im April 1939 als The Broken Axiom veröffentlicht.
Von Autoren wie Henry Kuttner, Manly Wade Wellman, Edmond Hamilton und Otto Binder, die er zu dieser Zeit kennenlernte, lernte er einige Grundtechniken des Schreibens. Bis 1942 erschienen 13 weitere Geschichten, nach eigener Aussage qualitativ eher „Fingerübungen“. Unter ihnen ist die im September 1941 in Astounding veröffentlichte Endzeitgeschichte Adam And No Eve, die bekannteste und meist als beste eingestufte. In ihr erkennt der letzte noch lebende Mensch, dass sein Leib allein neues Leben auf die tote Erde bringen kann, indem er ins Meer kriecht und dieses so „befruchtet“. Weisinger und Schiff wechselten 1942 dann das Genre und wandten sich den Comics zu, Bester vollzog diesen mit und verfasste nach einer Einführung durch Bill Finger Manuskripte für Comics wie Superman, Captain Marvel oder Green Lantern. Ab 1946 schrieb er dann für Hörspielserien wie Charlie Chan, Nero Wolfe oder Hercule Poirot, ab 1950 auch für das Fernsehen.
Aufgrund der starken produktionstechnischen Beschränkungen in diesen Serien war Bester allerdings frustriert. Auf Bitten von Horace L. Gold hin wandte er sich dann erstmals seit 1942 wieder der Science-Fiction zu. Nach einem kurzen Gastspiel bei John W. Campbells „Astounding“ schrieb er bis 1959 nicht nur über ein Dutzend Kurzgeschichten, sondern vor allem auch jene beiden Romane, die heute als seine Hauptwerke gelten: The Demolished Man von 1952 und The Stars My Destination von 1957.
The Demolished Man ist eine Polizeigeschichte, in der Telepathie eine verbreitete und erfolgreiche Methode zur Verbrechensbekämpfung ist. Ein wichtiger Aspekt der Geschichte ist ein Jingle mit enormer Ohrwurm-Qualität, die der Protagonist in seinem Kopf hat, um seine Gedanken vor zufälligen Abtastungen zu schützen und so den Gesetzeshütern zu entgehen. Der Roman – den Bester um Science-Fiction-Elemente bereinigt auch als Kriminalroman unter dem Titel Who He? veröffentlichte – wurde der erste Träger des Hugo Award.
The Stars My Destination (in England und Deutschland veröffentlicht als Tiger! Tiger!) ist die Geschichte um Gully Foyle, Matrose eines Raumschiffes, der nach einer Havarie von einem vorbeikommenden Schiff nicht gerettet wird, trotzdem überlebt und daraufhin Rache für seine unterbliebene Rettung sucht. Die Geschichte orientiert sich an Alexandre Dumas’ Der Graf von Monte Christo, gibt ihm unter anderem aber durch in der damaligen Science-Fiction seltene avantgardistische typographische Elemente ein eigenes Gepräge.
Nach diesen Erfolgen ging Besters Produktivität aber allmählich wieder zurück, statt Belletristik schrieb er hauptsächlich Kolumnen und Rezensionen, unter anderem für The Magazine of Fantasy & Science Fiction sowie die Zeitschrift Holiday, für die er ab 1967 auch herausgebend tätig war und die er erst 1970 nach ihrem Verkauf verließ.
Erst 1974 dann erschien ein neuer Roman von Bester, The Computer Connection, der allerdings – nicht zuletzt von ihm selbst – als eher missraten bewertet wurde. In den folgenden beiden Jahren erschien neben zwei Kurzgeschichtensammlungen auch seine autobiographische Skizze My Affair With Science Fiction. 1980 dann erschien mit Golem100 erneut ein Roman. Er gilt zwar allgemein als nicht von gleichem Rang wie seine klassischen Romane der 1950er Jahre, wird aber als besser eingeschätzt als seine anderen Romane, darunter auch der 1982 bereits folgende The Deceivers.
Regelmäßig veröffentlichte er auch Kurzgeschichtensammlungen. Besters Kurzgeschichten begründeten seinen Ruhm als Autor und Erzählungen wie The Men Who Murdered Mohammed (über erfolglose Versuche, die Geschichte durch Zeitreisen zu ändern) oder Fondly Fahrenheit (über einen scheinbar irren Roboter, der in Wirklichkeit die verdrehte Psyche seines Besitzers widerspiegelt) sind wichtige Teile seines Werkes.
Das unvollendete Manuskript Psychoshop fand sich in Besters Nachlass und wurde zu Roger Zelazny gegeben, um es fertig zu schreiben. Nach dessen Tod wiederum wurde der vollendete Text in Zelaznys Nachlass entdeckt und 1998 als Ko-Produktion veröffentlicht.

## Auszeichnungen
- 1953 Hugo Award für The Demolished Man als bester Roman
- 1988 Damon Knight Memorial Grand Master Award

0000 Prometheus Award „Hall of Fame“ für The Stars My Destination
- 1989 Interzone Readers Poll in der Kategorie „All-Time Best Sf Author“
- 2001 Science Fiction Hall of Fame in der Kategorie „Posthumous Inductee“

Der Asteroid (230765) Alfbester wurde 2003 nach Alfred Bester benannt. In der  Science-Fiction-Fernsehserie Babylon 5 gibt es eine von Walter Koenig verkörperte Figur namens Alfred Bester.

## Bibliografie

### Romane
- The Push of a Finger (Kurzroman in: Astounding Science-Fiction, May 1942)
  - Deutsch: Ein Fingerdruck. In: Isaac Asimov und Martin H. Greenberg (Hrsg.): Die besten Stories von 1942. Moewig (Playboy Science Fiction #6717), 1981, ISBN 3-8118-6717-2.
- The Demolished Man (1951)
  - Deutsch: Sturm aufs Universum : Ein utopischer Kriminalroman. Übersetzt von Heinz Otto. Goldmanns Zukunftsromane #3, 1960. Auch als: Demolition. Übersetzt von Horst Pukallus. Heyne SF&F #3670, 1979, ISBN 3-453-30587-6.
- Who He? (1953; auch: The Rat Race, 1956)
- Tiger! Tiger! (1956; auch: The Stars My Destination, 1959)
  - Deutsch: Die Rache des Kosmonauten. Übersetzt von Gisela Stege. Heyne SF&F #3051, 1965. Auch als: Tiger! Tiger! Übersetzt von Gisela Stege. Heyne (Bibliothek der Science Fiction Literatur #24), 1983, ISBN 3-453-30963-4. Auch als: Der brennende Mann. Übersetzt von Gisela Stege and Irene Bonhorst. Heyne SF&F #8210, 2000, ISBN 3-453-16418-0.
- The Flowered Thundermug (1964, Kurzroman in: Alfred Bester: The Dark Side of the Earth)
- The Indian Giver (3 Teile in: Analog Science Fiction/Science Fact, November 1974  ff.; auch: The Computer Connection, 1975; auch: Extro, 1975)
  - Deutsch: Der Computer und die Unsterblichen. Übersetzt von Walter Brumm. Pabel (Terra Taschenbuch #276), 1976.
- Alfred Bester’s The Stars My Destination, Volume One: The Graphic Story Adaptation (1979; mit Howard Chaykin)
- Golem100 (1980)
  - Deutsch: Golem 100. Übersetzt von Michael Kubiak. Bastei Lübbe Paperback #28110, 1983, ISBN 3-404-28110-1.
- The Deceivers (1981)
  - Deutsch: Alles oder nichts. Übersetzt von Michael Görden. Bastei Lübbe Science Fiction Bestseller #22068, 1984, ISBN 3-404-22068-4.
- Tender Loving Rage (1991)
- Psychoshop (1998, mit Roger Zelazny)
- The Starcomber (2013, Kurzroman)

### Sammlungen
- Starburst (1958)
  - Deutsch: Hände weg von Zeitmaschinen. Übersetzt von Uwe Anton. Droemer Knaur (Knaur Science Fiction & Fantasy #705), 1978, ISBN 3-426-00705-3. Auch als: Aller Glanz der Sterne. Übersetzt von Uwe Anton. Suhrkamp (Phantastische Bibliothek #278), 1991, ISBN 3-518-38455-4.
- The Dark Side of the Earth (1964)
- An Alfred Bester Omnibus (Sammelausgabe von 2 Romanen und Erzählband; 1967)
- Virtual Unrealities: The Short Fiction of Alfred Bester (1997)
- Redemolished (2000)

The Great Short Fiction of Alfred Bester
- 1 The Light Fantastic: The Great Short Fiction of Alfred Best Volume I (1976)
- 2 Star Light, Star Bright (1976)

Deutsche Zusammenstellungen:
- Galathea und andere Hexen. Bastei Lübbe Science Fiction Bestseller #22096, 1986, ISBN 3-404-22096-X. Enthält die Erzählungen:
  - Mr. Magus und der elektrische Zulu
  - Eine Hexe namens Hulda
  - Aller Anfang ist leicht
  - Armer kleiner Klon
  - Galathea Galante
- Die Hölle ist ewig.  Übersetzt von Michael Koseler. Suhrkamp Phantastische Bibliothek Nummer 293, 1993, ISBN 3-518-38657-3.

### Kurzgeschichten
1939
- The Broken Axiom (in: Thrilling Wonder Stories, April 1939)
- No Help Wanted (in: Thrilling Wonder Stories, December 1939)

1940
- Guinea Pig, Ph.D. (in: Startling Stories, March 1940)
- Voyage to Nowhere (in: Thrilling Wonder Stories, July 1940)

1941
- The Mad Molecule (in: Thrilling Wonder Stories, January 1941)
- The Pet Nebula (in: Astonishing Stories, February 1941)
- Slaves of the Life-Ray (in: Thrilling Wonder Stories, February 1941)
- The Probable Man (in: Astounding Science-Fiction, July 1941)
  - Deutsch: Der Joker. In: Sam Moskowitz (Hrsg.): Die Gesichter der Zukunft. Pabel (Terra Taschenbuch #220), 1973.
- Adam and No Eve (in: Astounding Science-Fiction, September 1941)
  - Deutsch: Adam. In: Walter Spiegl (Hrsg.): Science Fiction Stories 2. Ullstein 2000 #2 (2773), 1972, ISBN 3-548-02773-3. Auch als: Adam – und keine Eva. In: Alfred Bester: Hände weg von Zeitmaschinen. 1978.
- The Biped, Reegan (in: Super Science Stories, November 1941)

1942
- Life for Sale (in: Amazing Stories, January 1942)
- The Unseen Blushers (in: Astonishing Stories, June 1942)
- Hell Is Forever (in: Unknown Worlds, August 1942)
  - Deutsch: Des Teufels Mannen. In: Donald R. Bensen (Hrsg.): Fünf Horror-Stories aus Unknown. Ullstein Bücher #1183, 1968. Auch als: Die Hölle ist ewig. In: Alfred Bester: Die Hölle ist ewig. 1993.
- The Push of a Finger (1942)
  - Deutsch: Ein Fingerdruck. In: Isaac Asimov und Martin H. Greenberg (Hrsg.): Die besten Stories von 1942. Moewig (Playboy Science Fiction #6717), 1981, ISBN 3-8118-6717-2.

1950
- The Devil’s Invention (in: Astounding Science Fiction, August 1950; auch: Oddy and Id, 1975)
  - Deutsch: Oddy und Id. In: Alfred Bester: Hände weg von Zeitmaschinen. 1978.

1951
- Of Time and Third Avenue (in: The Magazine of Fantasy and Science Fiction, October 1951)
  - Deutsch: Verzeihung – kleiner Irrtum. In: Bert Koeppen (Hrsg.): Utopia-Magazin 13. Pabel Utopia Magazin #13, 1958. Auch als: Von der Zeit und der Third Avenue. In: Alfred Bester: Hände weg von Zeitmaschinen. 1978.

1952
- Hobson’s Choice (in: The Magazine of Fantasy and Science Fiction, August 1952)
  - Deutsch: Vor Zeitreisen wird gewarnt. In: Helmuth W. Mommers und Arnulf D. Krauß (Hrsg.): 7 Science Fiction-Stories. (Heyne-Anthologien #20), 1966. Auch als: Hände weg von Zeitmaschinen! In: Alfred Bester: Hände weg von Zeitmaschinen. 1978.

1953
- The Roller Coaster (in: Fantastic, May-June 1953)
  - Deutsch: Achterbahn. In: Alfred Bester: Hände weg von Zeitmaschinen. 1978. Auch als: Die Achterbahn. In: Karl Michael Armer und Wolfgang Jeschke (Hrsg.): Die Fussangeln der Zeit. Heyne (Bibliothek der Science Fiction Literatur #28), 1984, ISBN 3-453-31019-5.
- Star Light, Star Bright (in: The Magazine of Fantasy and Science Fiction, July 1953)
  - Deutsch: Stern des Glanzes, Stern der Pracht. In: Alfred Bester: Hände weg von Zeitmaschinen. 1978.
- Time Is the Traitor (in: The Magazine of Fantasy and Science Fiction, September 1953)
  - Deutsch: Die Zeit ist der Verräter. In: Alfred Bester: Die Hölle ist ewig. 1993.
- Disappearing Act (1953, in: Frederik Pohl (Hrsg.): Star Science Fiction Stories No. 2)
  - Deutsch: Die Nummer mit dem Verschwinden. In: Frederik Pohl und Wolfgang Jeschke (Hrsg.): Titan 3. Heyne SF&F #3520, 1976, ISBN 3-453-30386-5. Auch als: Verschwindibus. In: Alfred Bester: Hände weg von Zeitmaschinen. 1978.

1954
- 5,271,009 (in: The Magazine of Fantasy and Science Fiction, March 1954; auch: The Starcomber, 1958)
  - Deutsch: Eine schwerwiegende Entscheidung. In: Alfred Bester: Hände weg von Zeitmaschinen. 1978.
- Fondly Fahrenheit (in: The Magazine of Fantasy and Science Fiction, August 1954)
  - Deutsch: Geliebtes Fahrenheit. In: Anthony Boucher (Hrsg.): 20 Science Fiction-Stories. (Heyne-Anthologien #2), 1963.

1958
- The Die-Hard (1958, in: Alfred Bester: Starburst)
  - Deutsch: Er wollte nicht sterben. In: Alfred Bester: Hände weg von Zeitmaschinen. 1978.
- Travel Diary (1958, in: Alfred Bester: Starburst)
  - Deutsch: Reisetagebuch. In: Alfred Bester: Hände weg von Zeitmaschinen. 1978.
- The Men Who Murdered Mohammed (in: The Magazine of Fantasy and Science Fiction, October 1958)
  - Deutsch: Die Mörder Mohammeds. In: Robert Silverberg (Hrsg.): Die Mörder Mohammeds. Marion von Schröder Verlag (Science Fiction & Fantastica), 1970. Auch als: Die Männer, die Mohammed ermordeten. In: Josh Pachter (Hrsg.): Top Science Fiction. Heyne SF&F #4352, 1987, ISBN 3-453-00431-0.

1959
- Will You Wait? (in: The Magazine of Fantasy and Science Fiction, March 1959)
- The Black Nebulea (Quintet, Part 1) (in: The Magazine of Fantasy and Science Fiction, September 1959, als Sonny Powell)
- The Pi Man (in: The Magazine of Fantasy and Science Fiction, October 1959)
  - Deutsch: Der Pi-Mann. In: Anthony Boucher (Hrsg.): 16 Science Fiction-Stories. (Heyne-Anthologien #5), 1964.

1963
- They Don’t Make Life Like They Used To (in: The Magazine of Fantasy and Science Fiction, October 1963; auch: They Don’t Make Life Like They Used To…, 1964)
  - Deutsch: Die Überlebenden. In: Charlotte Winheller (Hrsg.): Die Überlebenden. Heyne Allgemeine Reihe #272, 1964. Auch als: Das Leben ist auch nicht mehr, was es einmal war. In: Jürgen vom Scheidt (als Thomas Landfinder) (Hrsg.): Liebe 2002. Bärmeier & Nikel, 1971.

1964
- Out of This World (1964, in: Alfred Bester: The Dark Side of the Earth)

1972
- The Animal Fair (in: The Magazine of Fantasy and Science Fiction, October 1972)

1973
- Something Up There Likes Me (1973, in: Harry Harrison (Hrsg.): Astounding: John W. Campbell Memorial Anthology)

1974
- The Four-Hour Fugue (in: Analog Science Fiction/Science Fact, June 1974)

1976
- Ms. Found in a Champagne Bottle (1976, in: Alfred Bester: The Light Fantastic: The Great Short Fiction of Alfred Best Volume I)

1977
- My Affair With Science Fiction (1977)
  - Deutsch: Meine Affäre mit der Science Fiction. In: Alfred Bester: Die Hölle ist ewig. 1993.

1979
- Galatea Galante, The Perfect Popsy (in: Omni, April 1979; auch: Galatea Galante, 1980)
  - Deutsch: Galatea Galante. Übersetzt von Hannelore Hoffmann. Heyne Science Fiction Magazin, #2. Heyne SF&F #3869, 1982, ISBN 3-453-30755-0. Auch als: Galathea Galante. In: Alfred Bester: Galathea und andere Hexen. Bastei Lübbe Science Fiction Bestseller #22096, 1986, ISBN 3-404-22096-X.
- MS Found in a Coconut (in: Analog Science Fiction/Science Fact, June 1979)

1986
- The Black Hole Pawnshop (unbekannt)
  - Deutsch: Das Gasthaus zum Schwarzen Loch. In: Michael Görden (Hrsg.): Phantastische Literatur 86. Bastei-Lübbe Phantast. Literatur #72044, 1986, ISBN 3-404-72044-X.

1987
- Frontier Crossings (1987)

1989
- Never Love a Hellhag (1989, in: Ellen Datlow (Hrsg.): The Seventh Omni Book of Science Fiction)

1997
- And 3½ to Go (1997, in: Alfred Bester: Virtual Unrealities: The Short Fiction of Alfred Bester)
- The Devil Without Glasses (1997, in: Alfred Bester: Virtual Unrealities: The Short Fiction of Alfred Bester)

2000
- The Demolished Man: the Deleted Prologue (2000, in: Alfred Bester: Redemolished)
- I Will Never Celebrate New Year’s Again (2000, in: Alfred Bester: Redemolished)
- The Lost Child (2000, in: Alfred Bester: Redemolished)

### Sachliteratur
- The Science Fiction Novel: Imagination and Social Criticism (1959; mit C. M. Kornbluth, Basil Davenport, Robert A. Heinlein und Robert Bloch)
- The Life and Death of a Satellite (1966)
- Experiment Perilous: Three Essays on Science Fiction (1976; mit Marion Zimmer Bradley und Norman Spinrad)